# یوشیزومی ایشی نو
Yoshizumi Ishino (石野 良純 یوشیزومی ایشی نو) یک زیست شناس مولکولی اهل ژاپن است که به خاطر کشف توالی DNA کریسپر معروف است.

## زمینه تحقیقات
ایشی نو در طول دوران تحقیق خود دستاورد های زیادی در حوزه های آنزیمولوژی و اسیدهای نوکلئیک به دست آورده است. در سال 1987 ، او توالی CRISPR را کشف کرد،  که پایه گذار روش CRISPR-Cas9 است که می توان به کمک آن ژن ها را به طور مؤثری ویرایش کرد. ژن "iap" در میکروب روده E. coli توسط ایشی نو و همکارانش در سال 1987 توالی یابی شد.  ایشی نو از نخستین دانشمندانی بود که CRISPR را در E. coli تشخیص داد.  تحقیقات مربوط به تکثیر دی‌ان‌ای  رده باستانیان توسط او در سال 1990 آغاز شد. 

## زندگینامه
ایشی نو در استان کیوتو ، ژاپن متولد شد. وی لیسانس، کارشناسی ارشد و دکترا را به ترتیب در سالهای 1981 ، 1983 و 1986 از دانشگاه اوساکا دریافت کرد.  از سال 1987 تا 1989 ، به عنوان همکار پسا دکترا در دانشگاه ییل فعالیت کرد. 
در سال 2002، او استاد دانشگاه کیوشو شد.   از اکتبر 2013، وی عضو مؤسسه اخترزیست شناسی ناسا در دانشگاه ایلینوی در اربانا-شمپین است . 

## جوایز
- 2017 - جایزه AMED ، آژانس تحقیقات و توسعه پزشکی ژاپن (AMED)
- 2018 - جایزه JSBBA ، انجمن علوم زیست شناسی، بیوتکنولوژی و شیمی کشاورزی ژاپن (JSBBA)